# Keep Yourself Alive
«Keep Yourself Alive» (с англ. — «Оставайся в живых») — первая песня английской рок-группы Queen из их первого альбома. Написана Брайаном Мэем. Также выпущена как сингл вместе с другой песней альбома «Son and Daughter».

## История
Мэй написал эту песню, когда группа уже сформировалась, но Джон Дикон ещё не присоединился к ней. В одной из радиопередач, посвящённых альбому News of the World, гитарист сказал, что первоначально смысл песни должен был быть ироничным, насмешливым, но это изменилось, когда песню спел Фредди Меркьюри.
Некоторые фанаты считают, что Меркьюри повлиял на написание песни, так как в то время он уже был знаком с Мэем. Об этом говорят характерные для его стиля модуляции в песне.
«Keep Yourself Alive» стала первым синглом группы. Причём, как было заявлено на официальном сайте группы, компания EMI Records сама спросила Queen, какую песню выпустить в качестве сингла, хотя обычно компания выпускает синглы по своему усмотрению. Сингл вышел в формате 7" пластинки в 14 странах (включая переиздания и промосинглы). В большинстве изданий на стороне «Б» была записана песня «Son and Daughter», в США на переиздании 1975 года на стороне «Б» были записаны «Lily of the Valley» (из альбома Sheer Heart Attack) и «God Save the Queen» (народная, аранжировка Мэя, вышла в альбоме A Night at the Opera).
По словам Мэя, группа не ожидала успеха сингла, при его выпуске группа имела цель быть услышанной и понятой слушателями. Queen не ставили основной задачей выпустить хит, так как группа была альбомно-ориентированной. Мэй позднее также заявил, что если бы первый сингл стал хитом, то группу бы, возможно, перестали бы воспринимать всерьёз.

## Песня
Первоначальная версия песни была другой. Летом 1971 года группа записала песню. В ней есть вступление на акустической гитаре в исполнении Мэя. Также Роджер Тейлор пел только одну строчку «Do you think you’re better every day», отвечал словами «No I just think I’m two steps nearer to my grave» Брайан Мэй. Эта версия больше нравилась композитору.
После этого, звукорежиссёр группы Майк Стоун предложил записать новую версию песни. В ней нет вступления, Мэй пел строчку «No I just think …» вместо Меркьюри, который пел все остальные слова, включая припев, где использовался не хор, а несколько раз записанный его собственный голос.

## Концертные исполнение
Композиция вошла в состав следующих концертных альбомов и видеоальбомов:
CD:
- Live Killers (1979)
- Queen Rock Montreal (2007)
- Live at the Rainbow ’74 (2014)
- A Night at the Odeon – Hammersmith 1975 (2015)

CD/DVD:
- We Will Rock You (1981)
- Live in Rio (1985)
- We Are the Champions: Final Live in Japan (1992)
- Queen Rock Montreal (2007)
- Live at the Rainbow ’74 (2014)
- A Night at the Odeon – Hammersmith 1975 (2015)

Только что сформировавшаяся группа тут же включила эту песню в свои живые выступления. Песня включала в себя соло Тейлора. Строчку «Do you think you’re better every day» он громко проговаривал, а отвечала ему уже вся группа.
Песня исполнялась полностью на каждом концерте до 6 мая 1979 года (финальной ночи Jazz Tour). С фестиваля в Саарбрюккене 1979 года и Crazy Tour до The Game Tour, песня исполнялась в укороченной версии. Также после соло Роджера на барабанах начиналось гитарное соло Мэя. В Hot Space Tour песня не исполнялась. В The Works Tour песню вернули в сет-лист и исполнялась в более укороченном варианте. Так песня исполнялась до 15 мая 1985 года (финальной ночи The Works Tour).
В последний раз упоминание песни было во время Magic Tour, а именно на концертах в Мюнхене 29 июля 1986 года после «Bohemian Rhapsody» и в Слейне 5 июля 1986 года перед гитарным соло.

## Кавер-версии
- Ингви Мальмстин записал кавер-версию песни, назвав её «Dragon Attack: A Tribute to Queen» и выпустив её в виде сингла.